# Canino
Canino là một thị xã của Italia[, thuộc tỉnh Viterbo (bắc Lazio) giữa Maremma. Đô thị này có cự ly 15 km về phía tây của Valentano và 44 km (22 mi) về phía tây bắc của Viterbo.

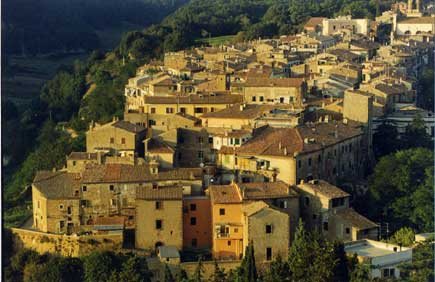
Toàn cảnh Castelvecchio, Canino.

Các đồi bao quanh Canino đến Selva del Lamone và được canh tác với các loại cây nho và olive.